# Haight-Ashbury

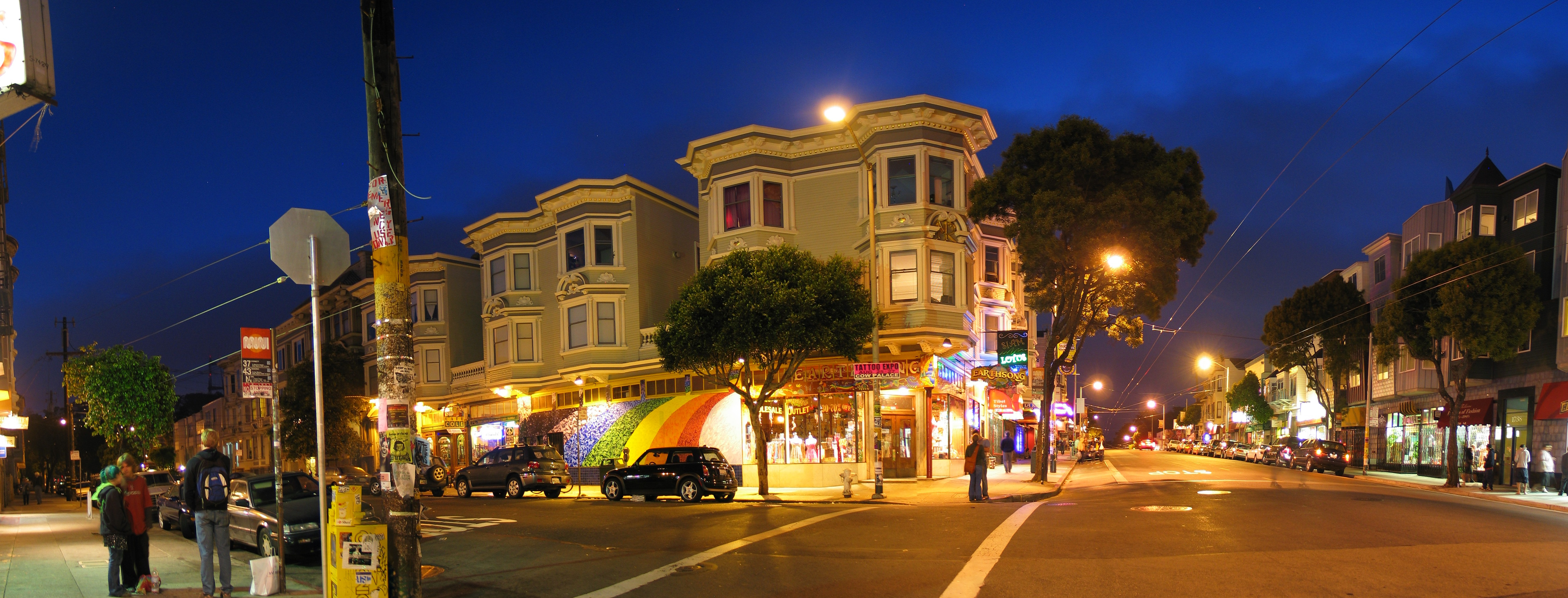
Kruispunt van Haight en Cole Street in Haight-Ashbury.

Haight-Ashbury, The Upper Haight of The Haight is een wijk in de Amerikaanse stad San Francisco (Californië). In 2008 woonden er 10.551 mensen. De wijk staat vooral bekend als de locatie van de Summer of Love in 1967.
Hij is genoemd naar de kruising van Haight Street met Ashbury Street. De term dekt de omgeving van het westen van Haight Street, met Stanyan Street en het Golden Gate Park als westelijke grens, Oak Street en het Panhandle-park als noordelijke, Baker Street en het Buena Vista Park als oostelijke en Frederick Street als zuidelijke. In het zuiden grenst de wijk aan de Ashbury Heights en Cole Valley, in het oosten aan Lower Haight.

## Geschiedenis
Tot in de jaren 1880 was Haight-Ashbury een verzameling geïsoleerde boerderijen en zandduinen. Door de introductie van de kabeltram in San Francisco, vereffening van het landschap en nieuwe bouwtechnieken kwam de buurt op als een residentieel gebied voor de hogere middenklasse. Het was een van de weinige buurten die niet getroffen werd door de branden die de aardbeving van 1906 vergezelden.
De buurt werd zwaar getroffen door de crisis van de jaren dertig en had te maken met leegstand. Tot in de jaren vijftig was Haight-Ashbury een wijk in verval.
In de jaren zestig werden de houten huizen in Haight-Ashbury de nieuwe thuis van duizenden hippies, die er goedkoop konden wonen. Er ontstond een levendige subcultuur, die tot op vandaag voortbestaat in de Haight. De groeiende hippiebeweging trok de aandacht van de media, waardoor er nog meer jongeren toestroomden. Haight-Ashbury werd het thuis van verschillende psychedelische muziekartiesten, zoals Jefferson Airplane, de Grateful Dead en Janis Joplin. De Summer of Love van 1967 vond plaats in Haight-Ashbury en zorgde voor de nationale doorbraak van de hippiecultuur en de psychedelische rockmuziek. Haight-Ashbury kon de massale stroom nieuwkomers echter niet aan en de wijk begon onder de bevolkingsdruk te lijden. Daarnaast had de Haight te maken met drugs, armoede en misdaad. In de herfst van 1967 vertrokken veel mensen en op 6 oktober hielden de achterblijvers een namaakbegrafenis van de hippiebeweging. De buurt ging snel achteruit, maar werd in de late jaren zeventig gerevitaliseerd.